# The Truth (James Blunt)
The Truth è un singolo del cantautore britannico James Blunt, pubblicato il 18 dicembre 2019 come quinto estratto dal sesto album in studio Once Upon a Mind.

## Descrizione
Il brano, scritto da James Blunt, Cleo Tighe e Steve Robson (che lo ha anche prodotto), è uscito a cavallo tra il 2019 e il 2020. In Italia è entrato in rotazione radiofonica a partire dal 3 gennaio 2020. The Truth è un brano d’amore dedicato alla moglie.

## Video musicale
Il video musicale del brano, diretto da Vaughan Arnell, è stato pubblicato il 18 dicembre 2019 sul canale YouTube del cantautore. Nel video Blunt corre nella notturna Londra.

## Tracce
Download digitale
1. The Truth – 3:42

Download digitale – Remix
1. The Truth (Sam Feldt Remix) – 3:40